# Langur mitrat blanc
El langur mitrat blanc (Presbytis mitrata) és una espècie de primat de la família dels cercopitècids. Anteriorment era considerat una subespècie del langur mitrat (P. melalophos), del qual fou separat basant-se en dades genètiques. Viu al sud-est de l'illa de Sumatra (Indonèsia). La Unió Internacional per a la Conservació de la Natura (UICN) el classifica com a espècie amenaçada.